# Nokomis (Wisconsin)
Nokomis – miasto w Stanach Zjednoczonych, w stanie Wisconsin, w hrabstwie Oneida.